# 特里格拉季
47°24′13″N 29°27′55″E / 47.40361°N 29.46528°E
特里赫拉迪（烏克蘭語：Тригради）是位於烏克蘭西南部的村莊，由敖德萨州波季利斯克区的奧克尼市鎮負責管轄。該村始建於1840年，面積0.47平方公里，海拔高度90米，2001年人口278，人口密度每平方公里590.23人。